# GPR111
G protein spregnuti receptor 111 je protein koji je kod ljudi kodiran GPR111 genom.

## Literatura
- Takeda S; Kadowaki S; Haga T;  . (2002). „Identification of G protein-coupled receptor genes from the human genome sequence.”. FEBS Lett. 520 (1-3): 97—101. PMID 12044878. doi:10.1016/S0014-5793(02)02775-8.
- Fredriksson R; Gloriam DE; Höglund PJ;  . (2003). „There exist at least 30 human G-protein-coupled receptors with long Ser/Thr-rich N-termini.”. Biochem. Biophys. Res. Commun. 301 (3): 725—34. PMID 12565841. doi:10.1016/S0006-291X(03)00026-3.
- Vassilatis DK; Hohmann JG; Zeng H;  . (2003). „The G protein-coupled receptor repertoires of human and mouse.”. Proc. Natl. Acad. Sci. U.S.A. 100 (8): 4903—8. PMC 153653 . PMID 12679517. doi:10.1073/pnas.0230374100.
- Mungall AJ; Palmer SA; Sims SK;  . (2003). „The DNA sequence and analysis of human chromosome 6.”. Nature. 425 (6960): 805—11. PMID 14574404. doi:10.1038/nature02055.
- Bjarnadóttir TK; Fredriksson R; Höglund PJ;  . (2005). „The human and mouse repertoire of the adhesion family of G-protein-coupled receptors.”. Genomics. 84 (1): 23—33. PMID 15203201. doi:10.1016/j.ygeno.2003.12.004.